# Euphysora russelli
Euphysora russelli är en nässeldjursart som beskrevs av Hamond 1974. Euphysora russelli ingår i släktet Euphysora och familjen Corymorphidae. Inga underarter finns listade i Catalogue of Life.